# Suprem Orde de Crist
El Suprem Orde de Crist (en italià Ordine Supremo del Cristo) és el més alt orde de cavalleria atorgat pel Papa. Segons alguns estudiosos comparteix el seu origen amb l'Orde de Crist dels Cavallers del Temple, de la seva branca portuguesa i brasilera.

## Disputa sobre aquest orde
El papat insisteix que el dret dels monarques portuguesos d'atorgar aquest honor fou concedit pel papa mitjançant la butlla Ad ea ex quibus emesa a Avinyó el 14 o el 15 de març de 1319. Tanmateix, els monarques portuguesos s'oposaren al dret del papat d'atorgar aquest orde, tal com van fer els papes des de Joan XXII en endavant.

## Orde papal sènior des de 1905
Com a part de la reorganització general dels honors papals de l'any 1905 per part del papa Pius X, l'Orde de Crist va esdevenir l'honor papal sènior. Tradicionalment s'atorgava a caps d'estat catòlics, notablement a Éamon de Valera com a president d'Irlanda per part del Papa Joan XXIII. De forma controvertida els papes Pius XII i Joan XXIII van refusar d'atorgar aquest honor al seu predecessor, Seán T. O'Kelly.

## Restriccions del papa Pau VI en 1966
El papa Pau VI, en la seva butlla de 15 d'abril de 1966, Equestres Ordinis, va restringir la concessió a caps d'estats catòlics per tal de commemorar ocasions molt especials en què el papa en persona hi fos present. Des d'aleshores rarament s'ha concedit aquest orde. El darrer cop fou per part del papa Joan Pau II, el 1987, a fra Angelo de Mojana, Gran Mestre de l'Orde de Malta. Amb la mort, el 1993, del rei Balduí de Bèlgica no resten membres vius d'aquesta orde.
En l'heràldica eclesiàstica, els premiats amb aquest orde llueixen un collar que encercla completament el seu escut d'armes.

## Personatges condecorats amb el Suprem Orde de Crist
Al segle xx van ser condecorats amb el Suprem Orde de Crist:

Víctor Manuel III, rei d'Itàlia 1932
Humbert II, rei d'Itàlia 1932
Ludovico Chigi Albani della Rovere, Gran Mestre del Sobirà Orde de Malta 1933
Wilhelm Miklas, president de la República d'Àustria 1933
Albert Lebrun, president de la República de França, 1935
Fèlix de Borbó-Parma, príncep de Luxemburg ?
Francisco Franco Bahamonde, dictador espanyol 1953
Luigi Einaudi, president de la República d'Itàlia 1954
René Coty, president de la República de França 1957
Charles de Gaulle 1959
Balduí I, rei dels belgues 1961
Éamon de Valera, President d'Irlanda 1962
Antonio Segni, president de la República d'Itàlia 1963
Konrad Adenauer, Canceller de la República Federal d'Alemanya 1963
Cardinal Maximilien de Furstenberg, Gran Mestre de l'Orde del Sant Sepulcre de Jerusalem 1966
Angelo de Mojana de Colonna, príncep, Gran Mestre del Sobirà Orde de Malta 1987